# أحمد النجار (ممثل مصري)
أحمد النجار هو ممثل ومونتير مصري وُلد في 17 يونيو عام 1987، وشارك بالتمثيل في العديد من الأعمال التليفزيونية.

## مسيرته المهنية
بدأ أحمد النجار حياته المهنية عام 2009 كمونتير تليفزيوني قبل أن يتجه في عام 2012 إلى تصوير الأفلام الوثائقية و البرامج التلفزيونية فعمل مديرًا للتصوير في بعض البرامج التليفزيونية كان من بينها برنامج «وصفولي الصبر» الذي كان يبث على قناة تن في عام 2018 ويقدمه الكاتب عمر طاهر، ثُم اتجه بعد ذلك للتمثيل فشارك في عدد من الأعمال التليفزيونية، والتي كان من أبرزها دوره في مسلسل «فرصة تانية» الذي عُرض في عام 2020، ودوره في مسلسل «جزيرة غمام» الذي عُرض في عام 2022.

## أعماله
| سنة العرض | اسم العمل                  | نوع العمل | الدور            |
| --------- | -------------------------- | --------- | ---------------- |
| 2022      | منورة بأهلها               | مسلسل     | مصطفى عيسى       |
| 2022      | جزيرة غمام                 | مسلسل     | سماحة            |
| 2022      | نقل عام                    | مسلسل     | خالد             |
| 2021      | وكل ما نفترق               | مسلسل     | حبيب             |
| 2020      | فرصة تانية                 | مسلسل     | مصطفى            |
| 2019      | أبو جبل                    | مسلسل     | شادي             |
| 2018      | الأب الروحي (الجزء الثاني) | مسلسل     | النقيب أحمد رفعت |
| 2018      | أيوب                       | مسلسل     | وكيل النيابة     |
| 2016      | سبع أرواح                  | مسلسل     | رفيق             |

## روابط خارجية
- صفحة الممثل على موقع قاعدة بيانات الأفلام العربية